# Derbywolhaarbuidelrat
De Derby-wolhaarbuidelrat (Caluromys derbianus) is een opossum uit de familie Didelphidae.

## Naamgeving
De Derby-wolhaarbuidelrat werd in 1841 beschreven als Didelphys derbianus door George Robert Waterhouse en vernoemd naar de Earl van Derby. In 1900 werd de soort hernoemd naar Caluromys derbianus door Joel Asaph Allen.

## Verspreiding
De Derby-wolhaarbuidelrat komt voor van het zuidoosten van Mexico via Midden-Amerika en Zuid-Amerika ten westen van de Andes tot het zuidwesten van Ecuador. De soort bewoont regenwouden tot op 2500 meter hoogte. Er worden zes ondersoorten onderscheiden:
- C. d. derbianus – Panama tot westelijk Colombia en Ecuador
- C. d. aztecus – Veracruz
- C. d. centralis – Caribische en centrale regio van Costa Rica en Nicaragua
- C. d. fervidus – zuidoostelijk Mexico, Belize, Honduras en Guatemala
- C. d. nauticus – Gobernadora-eiland voor de westkust van Panama
- C. d. pallidus – Pacifische regio van Panama, Costa Rica en Nicaragua

## Uiterlijk
De Derby-wolhaarbuidelrat is slank gebouwd en heeft een kop-romplengte van 18 tot 30 cm en een staart van 27 tot 49 cm lang. Het gewicht bedraagt 200 tot 400 gram. De dichte, zachte, wollige vacht is rood- tot oranjebruin van kleur, hoewel er regionale kleurvarianten met een grijze vacht zijn. Een donkerbruine streep loopt van het voorhoofd naar de snuit. Midden op de rug is een grijze vlek afgetekend. De onderzijde van het lichaam is wit tot goudbruin van kleur. De staart is deels wit en kaal met bruine vlekken en deels (een derde tot de helft) behaard. Volwassen mannetjes hebben een opvallend blauw scrotum. De buidel is bij de wolhaarbuidelrat goed ontwikkeld. De oren zijn roomwit tot roze van kleur. De voorpoten en voeten zijn lichtgekleurd en aan de vingers en tenen, de opponeerbare duimen uitgezonderd, zitten klauwen. De wolhaarbuidelrat heeft diverse aapachtige specialisaties, zoals een sterke grijpstaart, behendige handen en grotere en meer naar voren gerichte ogen dan andere buidelratten. Dit laatste geeft de wolhaarbuidelrat mogelijk een betere binoculaire visus en diepteperceptie.

## Leefwijze
De Derby-wolhaarbuidelrat is een solitair en nachtactief dier. De mate van activiteit varieert met de maancyclus: hoe voller de maan, hoe inactiever de wolhaarbuidelrat is, mogelijk doordat het in het maanlicht meer opvalt voor roofdieren. De dag brengt de Derby-wolhaarbuidelrat door in een nest van droge bladeren in een holle boom, de kroon van een palmboom of tussen lianen. Deze buidelrat heeft geen permanent leefgebied en ’s nachts trekt het door een gebied ter grootte van een hectare rond op zoek naar voedsel.
De Derby-wolhaarbuidelrat voedt zich met insecten, spinnen, kleine reptielen en amfibieën, kleine zoogdieren tot het formaat van een muis en vruchtenvleermuis, nectar en fruit. Onder meer vijgen en de vruchten van de Piper, Cecropia, Eugenia salamensis en Muntingia calabura worden gegeten. Onderzoek van het Smithsonian Tropical Research Institute op Barro Colorado-eiland heeft laten zien dat de Derby-wolhaarbuidelrat een van soorten is die zich ’s nachts voeden met nectar van de balsaboom (Ochroma pyramidale) en dat deze opossum zo een rol speelt in het verspreiden van stuifmeel en daarmee bestuiving van de balsaboom binnen het regenwoud. Ook nectar van de Mabea occidentalis wordt gegeten. De wolhaarbuidelrat is een boombewonend dier en dankzij de specialisaties in de lichaamsbouw kan deze soort soepeler klimmen en springen dan andere buidelratten. Bij gevaar verdedigt deze soort zich agressief tegenover de belager.
De wolhaarbuidelrat heeft ook grotere hersenen en een andere levenscyclus dan andere opossums. Zo zijn de legsels kleiner, is de ontwikkeling langzamer en leven wolhaarbuidelratten langer. Het basaalmetabolisme is van vergelijkbaar niveau als dat van placentadieren van soortgelijk formaat, terwijl dit bij andere neotropische buideldieren op 80% ligt. Na een draagtijd van twee weken worden één tot zes, maar meestal twee tot vier, jongen geboren. Na ruim twee maanden verlaten de jongen het nest en worden na circa vier maanden gespeend. Ze zijn seksueel volwassen na zeven tot negen maanden. De Derby-wolhaarbuidelrat kan meer dan zes jaar oud worden.

## Gevangenschap
In Europese dierentuinen is de Derby-wolhaarbuidelrat in het verleden alleen in London Zoo gehouden. In de oorsprongsregio is de soort te zien in Zoológico Miguel Álvarez del Toro, waar het in het nachtdierenhuis wordt gehouden.